# ديفيد فيرنانديز
ديفيد فيرنانديز هو راكب الكنو برتغالي، ولد في 8 سبتمبر 1983.

## وصلات خارجية
- ديفيد فيرنانديز على موقع الاتحاد الدولي للكانو (الإنجليزية)
- ديفيد فيرنانديز على موقع اللجنة الأولمبية الدولية (الإنجليزية)
- ديفيد فيرنانديز على موقع أوليمبيديا (الإنجليزية)